# Antonio Passarelli
Antonio Passarelli (Matera, 7 gennaio 1887 – Terni, 11 agosto 1943) è stato un generale italiano.

## Biografia
Figlio di Francesco, sindaco di Matera ucciso nel 1892, all'età di 18 anni entrò nell'Accademia Militare di Artiglieria di Torino e prese parte alla guerra libica. Durante la prima guerra mondiale combatté sul monte Ortigara ed a Cima della Caldiera e, ferito al torace, ottenne la promozione a Maggiore e la Medaglia di bronzo al valor militare.
Laureatosi in ingegneria industriale, nel 1920 fu assegnato alla fabbrica d'armi di Roma; nominato Colonnello nel 1934, compì missioni in Ungheria. Dopo la direzione dell'Arsenale di Torino, ebbe l'incarico di docente di artiglieria presso il Politecnico torinese.
Nel 1938 fu nominato direttore principale della fabbrica d'armi di Terni; morì durante la seconda guerra mondiale quando, durante un bombardamento aereo, invece di porsi al riparo tentò di raggiungere lo stabilimento per assicurarsi che le maestranze si mettessero al sicuro. Gli venne concessa, a seguito di questo gesto che gli costò la vita, la medaglia di bronzo alla memoria.